# Omitara

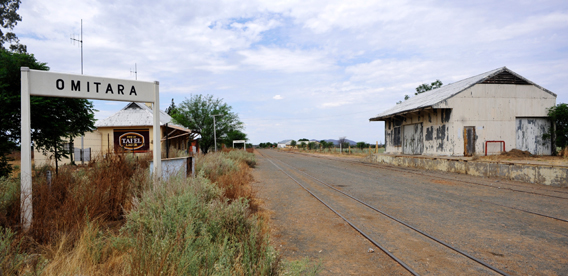
Stacja Omitara, Namibia

Omitara – miejscowość w środkowej Namibii, w regionie Omaheke. Populacja miasta to około 1 200 osób. Lokalizacja: 22°16′S 18°1′E.